# Хайероде
Хайероде (нем. Heyerode) — община в Германии, в земле Тюрингия. 
Входит в состав района Унструт-Хайних.  Население составляет 2393 человека (на 31 декабря 2006 года). Занимает площадь 5,68 км².